# Villars dragoner

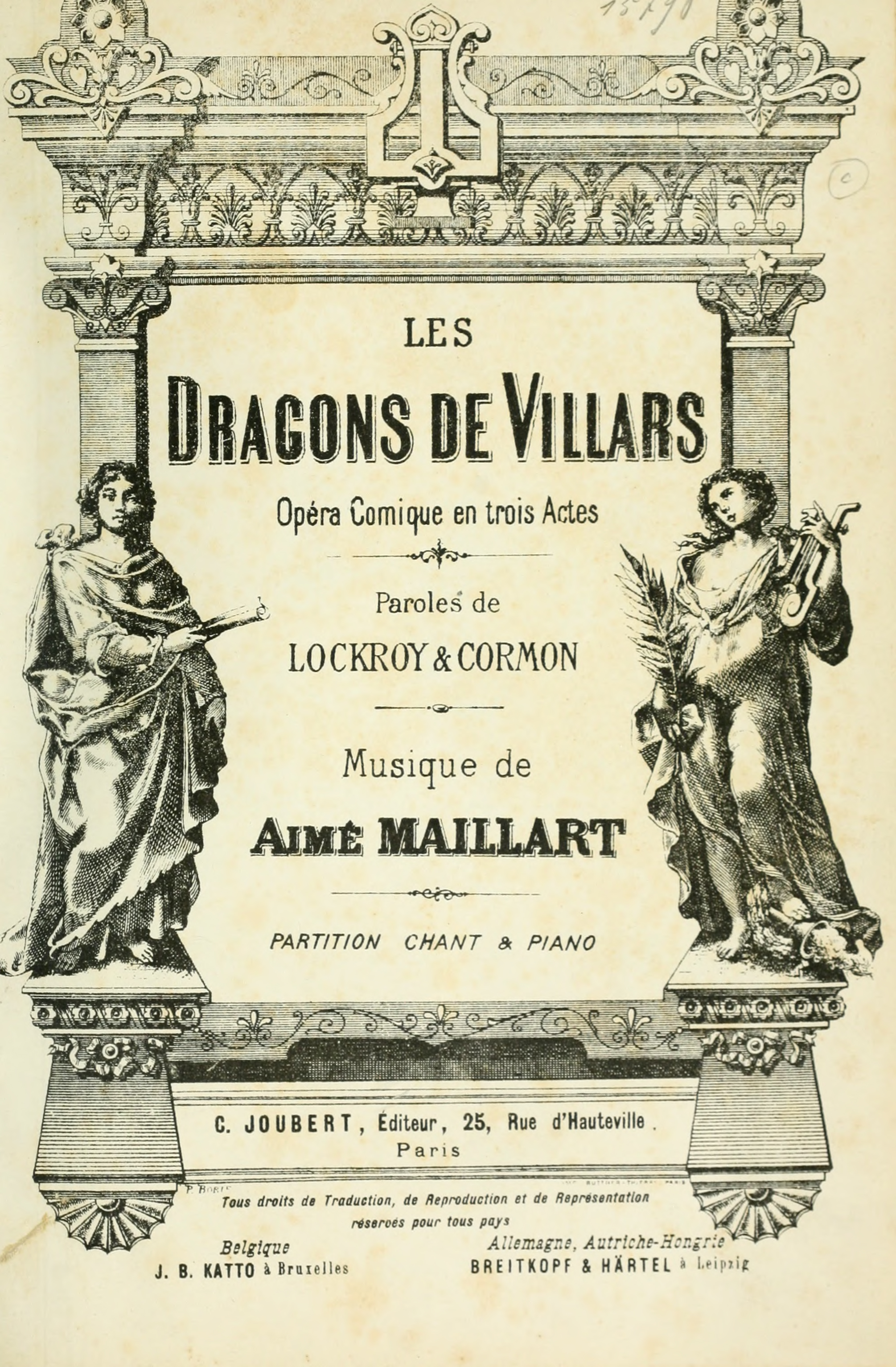
Omslag till det franska librettot.

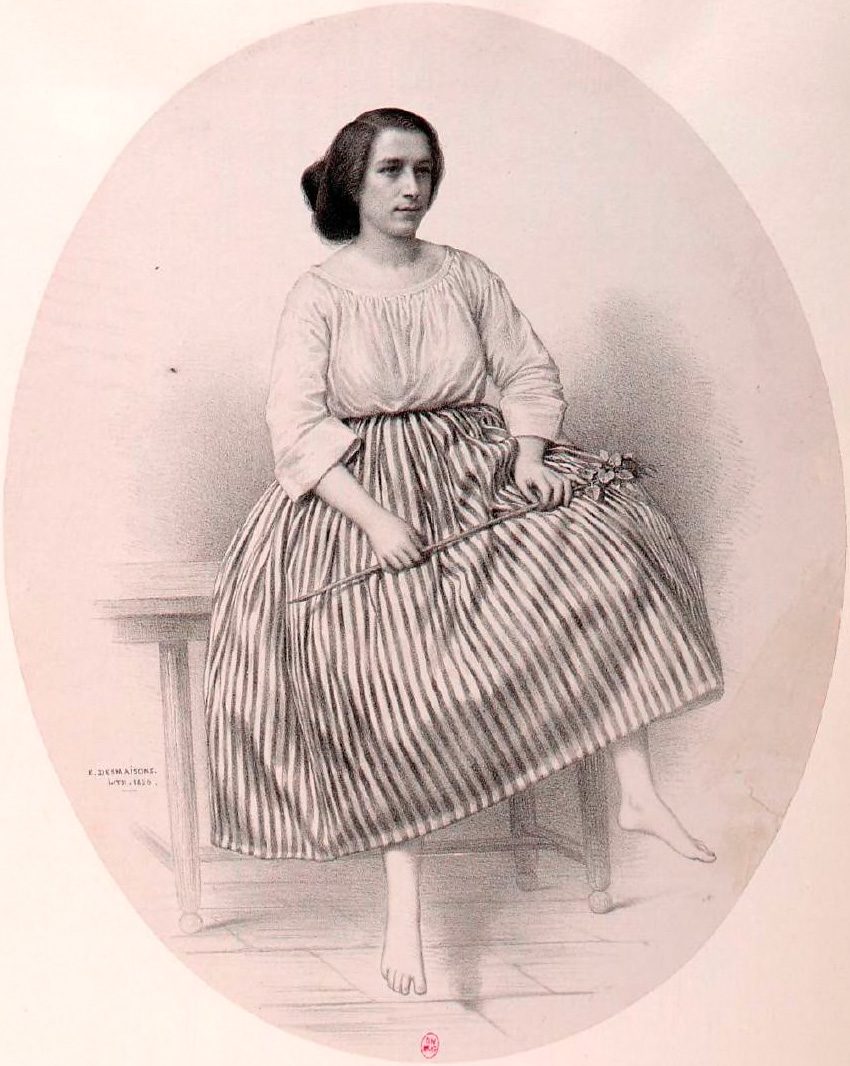
Juliette Borghèse som Rose Friquet (1856)

Villars' dragoner (Les Dragons de Villars) är en fransk opéra comique i tre akter med musik av Aimé Maillart och med libretto av Lockroy och Eugène Cormon. Handlingen är baserad på George Sands roman Lilla Fadette, men handlingen förflyttades av librettisterna till Ludvig XIV:s tid och upptas av romantiska förvecklingar efter att dragoner har dragit in i en liten by. Uruppförandet var på Théâtre Lyrique i Paris den 19 september 1856.

## Historia
Verket erbjöds först till chefen för Opéra-Comique, Émile Perrin, som fann den alltför dyster, även efter att Maillart hade spelat delar av den för honom. Därefter erböjds den till Jules Seveste på Théâtre-Lyrique. Han avfärdade den också, liksom gjorde hans efterträdare Pierre Pellegrin. Några år senare mötte librettisterna Léon Carvalho, som just då hade övertagit chefskapet på Théâtre-Lyrique och han accepterade verket utan att läst ett ord eller hört en ton.

## Uppföranden
Premiären av Villars' dragoner blev väldigt framgångsrik. Det var också debuten för Juliette Borghèse, som sades ha "åstadkommit en entusiasm" som Rose Friquet. Operan spelades 153 gånger på Théâtre Lyrique fram till 1863 och blev populär i hela Europa men sattes även upp i New Orleans (1859) och New York (1868). Med nypremiär på Opéra-Comique 1868 spelades den ytterligare 377 gånger där fram till 1917 1917. Operan gavs på franska i London av ett franskt operasällskap 1875 och på engelska som The Dragoons 1879. Gustav Mahler dirigerade verket i Budapest 1888 och Wilhelm Furtwängler dirigerade den i Strasbourg 1910. En uppsättning sattes upp på Théâtre de la Porte Saint-Martin i Paris 3 juni 1935. Operan spelades också på Opéra de la Monnaie i Bryssel från 1942 till 1953. 1986 sattes den upp i kompositörens hemstad Montpellier av Théâtre Lyrique du Midi.
Den svenska premiären ägde rum på Stockholmsoperan den 4 maj 1863 med en version översatt av Erik Kolthoff och den iscensattes åter där med premiär den 17 mars 1929. Stycket sattes även upp av Anton Salmsons sällskap 1909.

## Personer
| Roller                        | Röstläge | Premiärbesättning 19 september 1856 Dirigent: Adolphe Deloffre | Opéra-Comique 5 juni 1868 Dirigent: Adolphe Deloffre | Stockholmsoperan 4 maj 1863 Dirigent: Ludvig Norman |
| ----------------------------- | -------- | -------------------------------------------------------------- | ---------------------------------------------------- | --------------------------------------------------- |
| Thibaut, en rik bonde         | tenor    | Adolphe Girardot                                               | Ponchard                                             | Viktor Sandstedt                                    |
| Georgette, hans hustru        | sopran   | Caroline Girard                                                | Caroline Girard                                      | Charlotta Strandberg                                |
| Rose Friquet, en fattig bonde | sopran   | Juliette Borghèse                                              | Galli-Marié                                          | Wilhelmina Gelhaar                                  |
| Sylvain, Thibauts dräng       | tenor    | Scott                                                          | Paul Lhérie                                          | Victor Dahlgren                                     |
| Belamy, sergeant              | baryton  | Grillon                                                        | Auguste Barré                                        | Fritz Arlberg                                       |
| En präst                      | bas      | Henry Adam                                                     | Bernard                                              | Konrad Behrend Behrens                              |
| Dragon                        | –        | Quinchez                                                       | Michaud                                              | Robert Ohlsson                                      |
| Löjtnant                      | –        | Garcin                                                         | Eugène                                               |                                                     |
| Kör: dragoner och bönder      |          |                                                                |                                                      |                                                     |